# Гамберини, Алессандро
Алесса́ндро Гамбери́ни (итал. Alessandro Gamberini; 27 августа 1981, Болонья) — итальянский футболист, выступавший на позиции центрального защитника. Участник чемпионата Европы 2008 в составе сборной Италии.

## Карьера

### Клубная карьера
Алессандро Гамберини начал карьеру в молодёжном составе клуба «Болонья», где он играл, преимущественно, на позиции центрального защитника, куда его поставил тренер клуба, вследствие высокого роста Гамберини, но иногда Алессандро играл и в центре поля. 9 января 2000 года Гамберини дебютировал в первой команде «Болоньи» в гостевом матче с «Лацио», который клуб Гамберини проиграл 1:3. Гамберини провёл в «Болонье» ещё 3 сезона, но место в основе получал не часто, хотя и числился довольно перспективным игроком, проведя несколько матчей за молодёжные сборные Италии до 20 лет и до 21 года. в 2002 году Гамберини был отдан в аренду в клуб Серии B «Верона», там он выступает регулярно, став игроком основы команды, но ближе к концу сезона получает травму и не играет в последних матчах чемпионата. По возвращении в «Болонью» Гамберини уже становится незаменимым игроком основы клуба, проведя 44 матча за 2 сезона, а уходит из команды лишь когда клуб «вылетел» в Серию B.
В 2005 году Гамберини переходит в «Фиорентину», будучи купленным за 3 млн евро. Первый сезон для Гамберини был ознаменован чередой травм, потому за клуб Гамберини провёл лишь 19 матчей. Но уже с сезона 2006/07 Гамберини становится «столпом» центра обороны «фиалок». 4 марта 2007 года, в матче с «Торино», Гамберини делает «дубль», забив первые голы в чемпионате Италии, спустя 134 матча на профессиональном уровне, до этого Гамберини отличился лишь раз, ещё во времена игры за «Болонью» в Кубке Италии. В конце сезона 2007/08 Гамберини был признан, по опросу болельщиков, лучшим игроком сезона в «Фиорентине», которая дошла до полуфинала Кубка УЕФА и заняла 4е место в чемпионате Италии. В следующем сезоне Гамберини помог «Фиорентине» занять 4-е место в национальном первенстве.
14 февраля 2010 года, в матче с «Сампдорией», Гамберини получил травму плеча, из-за которой пропускает два месяца.
17 августа 2011 года Гамберини был выбран капитаном «Фиорентины».

### Международная карьера
Со сборной Италии до 21 года Гамберини участвовал в 2004 года в молодёжном чемпионате Европы, который итальянцы выиграли. В 2006 году Гамберини был вызван Марчело Липпи в первую сборную Италии, участвуя в тренировках перед чемпионатом мира. В августе того же года Роберто Донадони вызвал Гамберини на товарищеский матч с Хорватией, однако игрок на поле не вышел. 17 октября 2007 года состоялся дебют Гамберини в составе «Скуадры Адзурры» в товарищеском матче с ЮАР, завершившимся со счётом 2:0. 2 июня 2008 года, после травмы Фабио Каннаваро, Гамберини был срочно вызван в сборную Италии, уже находящуюся в Австрии, чтобы заменить капитана на чемпионате Европы, но на самом турнире Гамберини не играл.

## Статистика
| Матчи Гамберини за сборную Италии | Матчи Гамберини за сборную Италии | Матчи Гамберини за сборную Италии | Матчи Гамберини за сборную Италии | Матчи Гамберини за сборную Италии | Матчи Гамберини за сборную Италии |
| Дата                              | Место проведения                  | Оппонент                          | Счёт                              | Голы                              | Соревнование                      |
| --------------------------------- | --------------------------------- | --------------------------------- | --------------------------------- | --------------------------------- | --------------------------------- |
| 17 октября 2007                   | Сиена                             | ЮАР                               | 2:0                               | -                                 | Товарищеский матч                 |
| 6 февраля 2008                    | Цюрих                             | Португалия                        | 3:1                               | -                                 | Товарищеский матч                 |
| 6 сентября 2008                   | Ларнака                           | Кипр                              | 2:1                               | -                                 | Квалификация ЧМ                   |
| 19 ноября 2008                    | Афины                             | Греция                            | 1:1                               | -                                 | Товарищеский матч                 |
| 6 июня 2009                       | Пиза                              | Северная Ирландия                 | 3:0                               | -                                 | Товарищеский матч                 |
| 10 июня 2009                      | Претория                          | Новая Зеландия                    | 4:3                               | -                                 | Товарищеский матч                 |
| 14 октября 2009                   | Парма                             | Кипр                              | 3:2                               | -                                 | Квалификация ЧМ                   |
| 7 июня 2011                       | Льеж                              | Ирландия                          | 0:2                               | -                                 | Товарищеский матч                 |